# Hajnal Imre
Hajnal Imre (Hódmezővásárhely, 1926. november 15. – 1996. december 24.) pedagógus, matematikatanár, a róla elnevezett gimnáziumi matematikatankönyv-sorozat írója.

## Élete
Született 1926. november 15-én Hódmezővásárhelyen, itt végezte középiskoláit. 1950-ben matematika-fizika szakos tanári diplomát szerzett az ELTE Természettudományi Karon. Doktorátust is szerzett, disszertációját a matematika tanításával kapcsolatos témáról írta, mely később (1985) a Tanári kézikönyv a fakultatív B tantervű gimnáziumi matematika tankönyvekhez c. könyv első fejezete formájában is (A matematika tanítása a magyar gimnáziumokban) megjelent. Tanári pályáját a hódmezővásárhelyi Bethlen Gábor Gimnáziumban kezdte, 1965-től a JATE Ságvári Endre Gyakorló Gimnáziumának (mai nevén: SZTE Báthory István Gyakorló Gimnázium és Általános Iskola) szakvezető tanára; emellett 1969-től szakfelügyelő is volt. 1988-ban nyugdíjba vonult. A halál mindenki számára váratlanul érte 1996. december 24-én.
Hosszú éveken át a Szőkefalvi-Nagy Gyula Matematikai Emlékversenyek fő szervezője volt, és gyakran előadott a Rátz László Vándorgyűléseken is. Környezete sokoldalú érdeklődésű, széles műveltségű embernek ismerte; erről egyébként az általa írt tankönyvsorozat könyveiben sűrűn megjelenő matematikatörténeti kiegészítő bekezdések is tanúskodnak. Éveken át a Polygon c. szegedi matematikai folyóirat szerkesztőbizottságának is tagja volt.
Nevét a BJMT Békés megyei tagozata által minden évben megrendezett Hajnal Imre matematikai tesztverseny is viseli.

## Kitüntetések, díjak
Életében több jelentős pedagógiai kitüntetést kapott:
- Kiváló Tanár (1961)
- Beke Manó-emlékdíj (II. fok. 1972, I. fok. 1991)
- Apáczai Csere János-díj (1983)